# Anna van Westerstee Beeková
Anna Beeková rozená Anna van Westerstee (25. listopadu 1657, Haag – po říjnu 1717, Haag) byla nizozemská vydavatelka map.

## Kariéra
Většina map, které vytvořila, jsou městské a bitevní plány, které mapují pohyby námořních a pozemních jednotek. Válka o španělské dědictví začala v roce 1701 a většina map, které prodala, obsahovala klíčové momenty a poskytovala zprávy o událostech v reálném čase. V roce 1678 se provdala za vydavatele a obchodníka s uměním Barenta Beeka, ale po 15letém manželství a sedmi společných dětech ji její manžel opustil. Později se s ním rozvedla a místní soudy ji podpořily v řízení rodinného podniku. Od roku 1697 často znovu používala své dívčí jméno „van Westerstee“. Několik referenčních knih ji považuje za rytečku některých děl, které vydala.
Třicet map vytvořených Beekovou je součástí sbírky Geografického a mapového oddělení v Knihovně Kongresu USA.